# Історія косметики

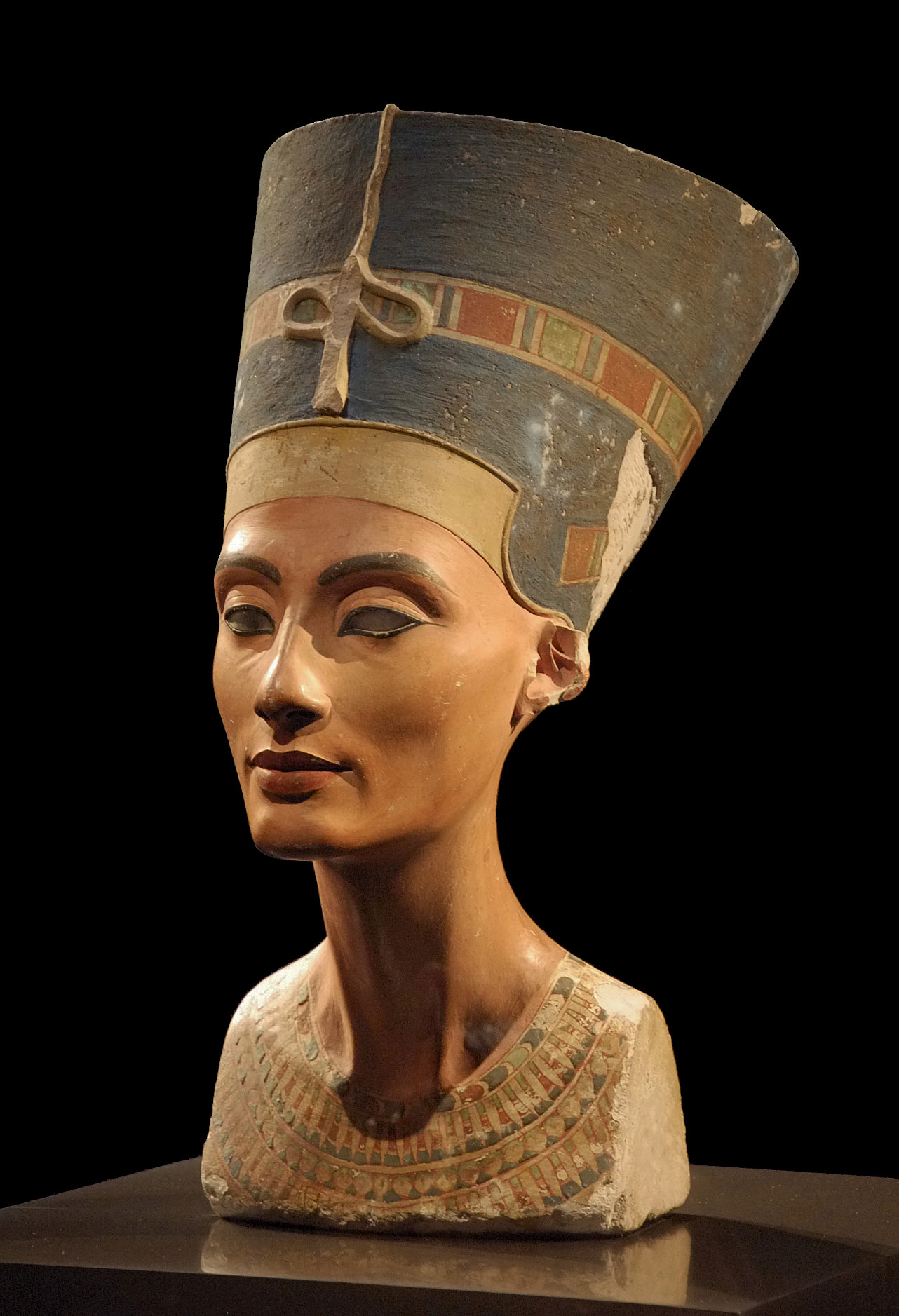
Бюст Нефертіті з підводкою для очей ≈1320 р. до н.е. (≈3300 років тому).

Історія косметики налічує щонайменше 7,000 років, маючи присутність майже в кожній спільноті на Землі. Вважається, що косметичний бодіарт був найдавнішою формою ритуалів у людській культурі. Доказом цього є використання червоних мінеральних пігментів (червоної охри), зокрема крейди, що асоціюється з появою Homo sapiens в Африці.       Косметика згадується в Старому Завіті (2 Царів 9:30), де Єзавель фарбує свої повіки (приблизно 840 р. до н. е.), а в книзі Естер також описані різні процедури.
У Стародавньому Римі також використовували косметику, хоча багато римської літератури свідчить про те, що до неї ставилися несхвально. Відомо, що деякі жінки в Стародавньому Римі винайшли косметику на основі свинцю, щоб відбілити шкіру, і використовували кохль, щоб підвести очі. 

## Африка

### Єгипет

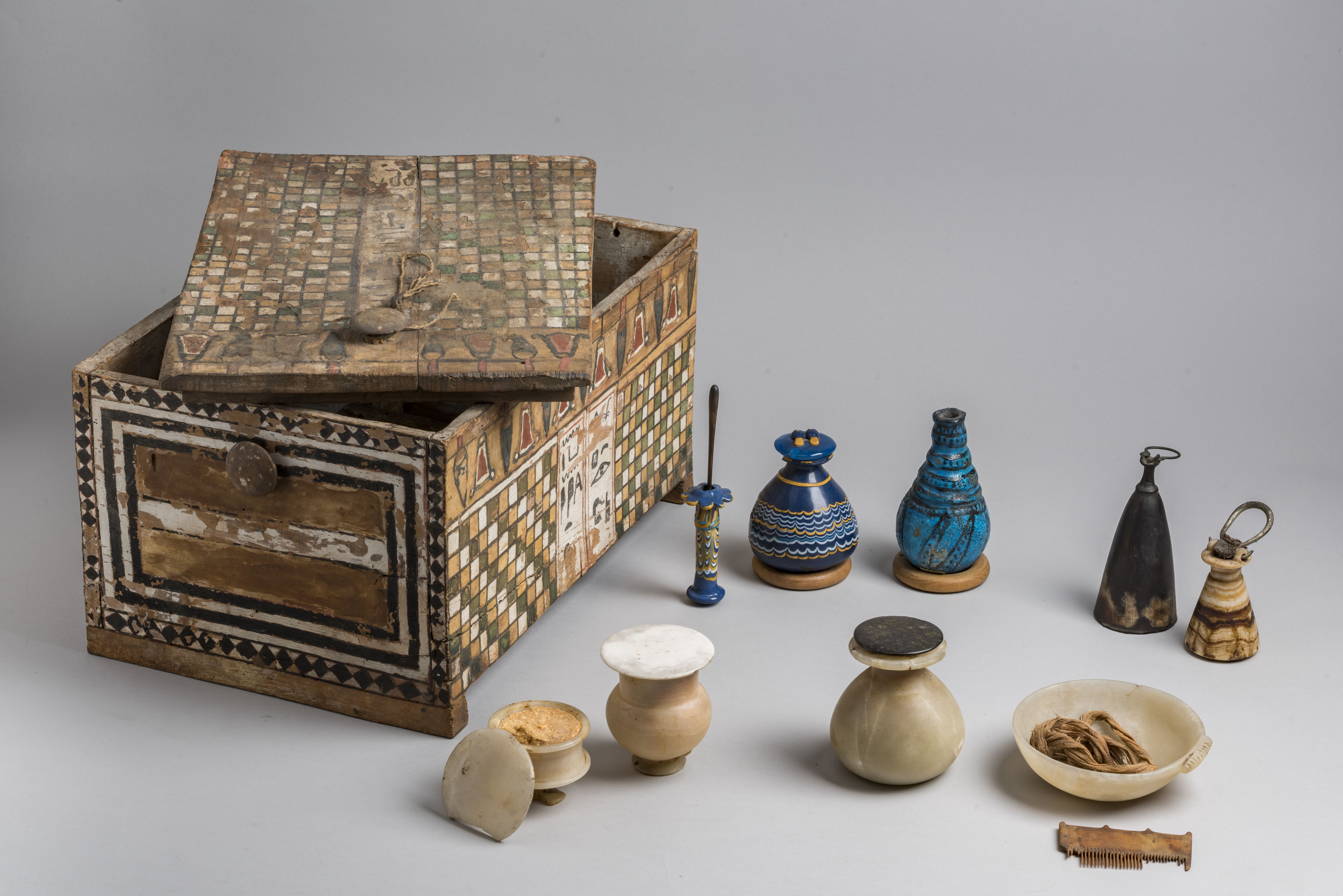
Давньоєгипетська косметичка з аксесуарами, включаючи тюбик із кохлем.

Однією з перших культур, де почали використовувати косметику, був Стародавній Єгипет, де й чоловіки, і жінки наносили макіяж, щоб покращити зовнішній вигляд. Перші косметичні засоби з'явилися 5000 років тому в Єгипті. Для досягнення приємного запаху та м'якості шкіри використовувались ефірні олії, а жінки наносили білизну, щоб захистити обличчя від сонця. Чорна фарба на основі сурми була аналогом підводки для очей. Для створення природного рум'янцю використовували розтерті квіти. 
Застосування косметики в Стародавньому Єгипті добре задокументовано. Кохль походить із Північної Африки. Використання чорної підводки для очей із кохлю та тіней для повік темних кольорів (синій, червоний і чорний) було поширеним явищем, що було зображено в єгипетському мистецтві, а також простежується на єгипетських ієрогліфах. Стародавні єгиптяни виготовляли косметичну фарбу для обличчя з фукус-альгіну, 0,01% йоду та бромманніту, однак бромна складова була дуже токсичною.  Помади з мерехтливими ефектами спочатку виготовлялися з додаванням перламутрової речовини, що містилася в риб’ячій лусці, яку широко використовують і сьогодні.  Незважаючи на небезпечність деяких засобів, вважалося, що давньоєгипетська косметика також мала антибактеріальні властивості, які допомагали запобігати інфекціям.  Засоби проти зморшок містили камедь ладану та свіжу морингу. Від шрамів і опіків використовували спеціальну мазь із червоної охри, кохлю та соку явора. Альтернативним лікуванням були припарки з ріжкового дерева й меду або мазь із трави споришу й подрібненого в порошок кореня полину. Для поліпшення дихання стародавні єгиптяни жували трави або ладан, який використовують і сьогодні. Були знайдені баночки з тим, що можна порівняти з лосьйоном для фіксації, які містили суміш бджолиного воску та смоли, слугуючи за ліки від облисіння та посивіння волосся. Ці засоби також використовувалися на муміях, оскільки єгиптяни вірили, що це зробить небіжчиків чарівними в потойбічному житті.

### Мадагаскар
Жінки народів сакалава та везо на Мадагаскарі почали використовувати масонджоані, декоративну пасту з перемеленої деревини, у 9 столітті н.е. Її наносили на обличчя як сонцезахисний крем і засіб від комах, а також як прикрасу, при цьому жінки малювали квіти, листя й зірки білою та жовтою пастою. Ця практика походить від культурного обміну між малагасійцями та арабськими купцями в північно-західному прибережному регіоні острова. 

## Середній Схід
Обидві статі користувалися косметикою на всьому доісламському Близькому Сході, починаючи з цивілізацій Месопотамії, Стародавнього Єгипту та Ірану.  Кохль був косметичним засобом для очей у Персії та на території сучасного Ірану з давніх часів.  Кохль — це чорний порошок, який набув широкого застосування в Перській імперії. Його намазували, щоб затемнити краї повік, що було подібним підводці.  Косметика, особливо кохль, відігравала важливу роль на Близькому Сході, маючи не тільки захисні властивості для очей, але й культурне значення. Процес виготовлення засобу передбачав спалювання речовини для підтримки полум’я та додавання галеніту, сполуки свинцю.  Три предмети: ювелірні прикраси, глиняний посуд та черепашки, що містили кохль — були традиційно поховані разом із давньою еміратською жінкою.
Дотримання Близьким Сходом ісламських правил формує різні аспекти повсякденного життя, включаючи косметику, яка також використовувалася на всьому Близькому та Середньому Сході після приходу ісламу. Особливий вид кохлю, відомий як Ithmid kohl, мав значення в регіоні понад 15 століть. Порівняно з іншими видами, Ithmid kohl має не тільки гарні косметичні властивості, але й зміцнює здоров’я без шкідливих речовин.  Жінки широко використовували косметику в приватній сфері, тоді як публічно - лише рабині та співачки. Мазями, пудрами та пастами освітлювали шкіру, щоб відповідати тогочасним стандартам краси. На обличчя наносили парфумовані креми, а також пасти на основі сандалового дерева для захисту від сонячного проміння. Декоративну хну використовували під час весільних урочистостей, щоб причепурити наречену. Чоловіки та діти наносили кохль на очі, за натуральну фарбу для волосся слугувала хна, а інші косметичні засоби використовували рідко. 

### Хна
Хна набула особливого значення в близькосхідних косметичних техніках. Вона мала практичне та декоративне застосування, особливо на весіллях, під час Курбан-байраму та Рамадану. Спосіб використання полягав у змішуванні висушеного порошку хни з водою, лимонним соком, міцним чаєм і додатковими речовинами для отримання пасти.  Потім це мастили на шкіру складними візерунками за допомогою пензлика або конуса. Коли через кілька годин висохла паста відшаровується, залишається червонувато-коричневий слід, який може протриматися протягом кількох тижнів. У суспільствах Близького Сходу ця форма мистецтва передавалася з покоління в покоління, вважаючись способом святкування та самовираження.
Окрім ритуального призначення, хну можна використовувати як безхімічну альтернативу лаку для волосся та нігтів, особливо для значущих подій. Хна має присутність у мусульманських шлюбних ритуалах для малювання певних візерунків на шкірі, які, як кажуть, приносять благословення (у мусульман - «barakah»). Хна також була засобом для збереження прохолоди влітку.  Ці візерунки посилюють культурну та символічну цінність хни на Близькому Сході. Жінки старшого віку зазвичай наносили хну як символ традиції, досвіду та мудрості. Поєднуючи покоління, ця особливість не лише зберігає культурну ідентичність, а й сприяє міжкультурному взаєморозумінню. 

## Азія

### Китай

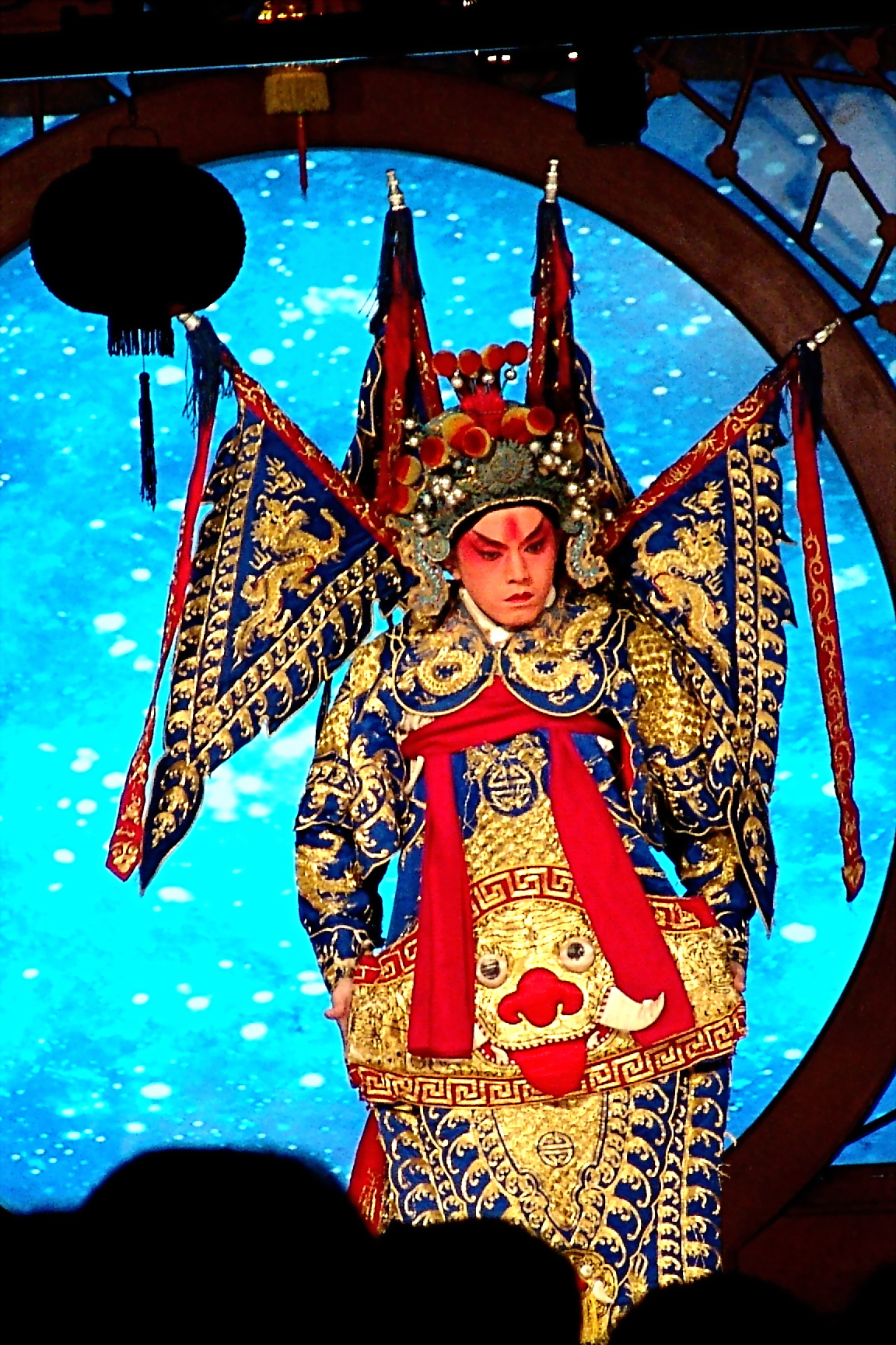
Виконавиця пекінської опери з традиційним сценічним гримом.

Квіти відіграють важливу декоративну роль у Китаї. Легенда свідчить, що одного разу на 7-й день 1-го місяця за місячним календарем, коли принцеса Шоуян, донька імператора Ву з Лю Сун, відпочивала під карнизом палацу Ханьчжан біля сливових дерев після прогулянки садами, сливовий цвіт впав на її світле обличчя, залишивши квітковий відбиток на чолі, що ще більше підкреслило її красу.    Говорять, що придворні дами були настільки вражені, що почали прикрашати чоло маленькими ніжними сливовими квіточками.    Це також міфічне походження моди на квіти, meihua zhuang  (梅花妝; буквально «макіяж зі цвіту сливи»), яка зародилася в південних династіях (420–589) і стала популярною серед жінок у династіях Тан (618–618). 907) і Сун (960–1279)  

### Монголія
Жінки з королівських родин малювали червоні плями по центру щік, прямо під очима. Чому - загадка. Кажуть, що червоні щоки (рум'янець) - ознака щасливої королеви. Рум'яна допомагають підкреслити форму обличчя, виділити вилиці та надати макіяжу виразності. 

### Японія

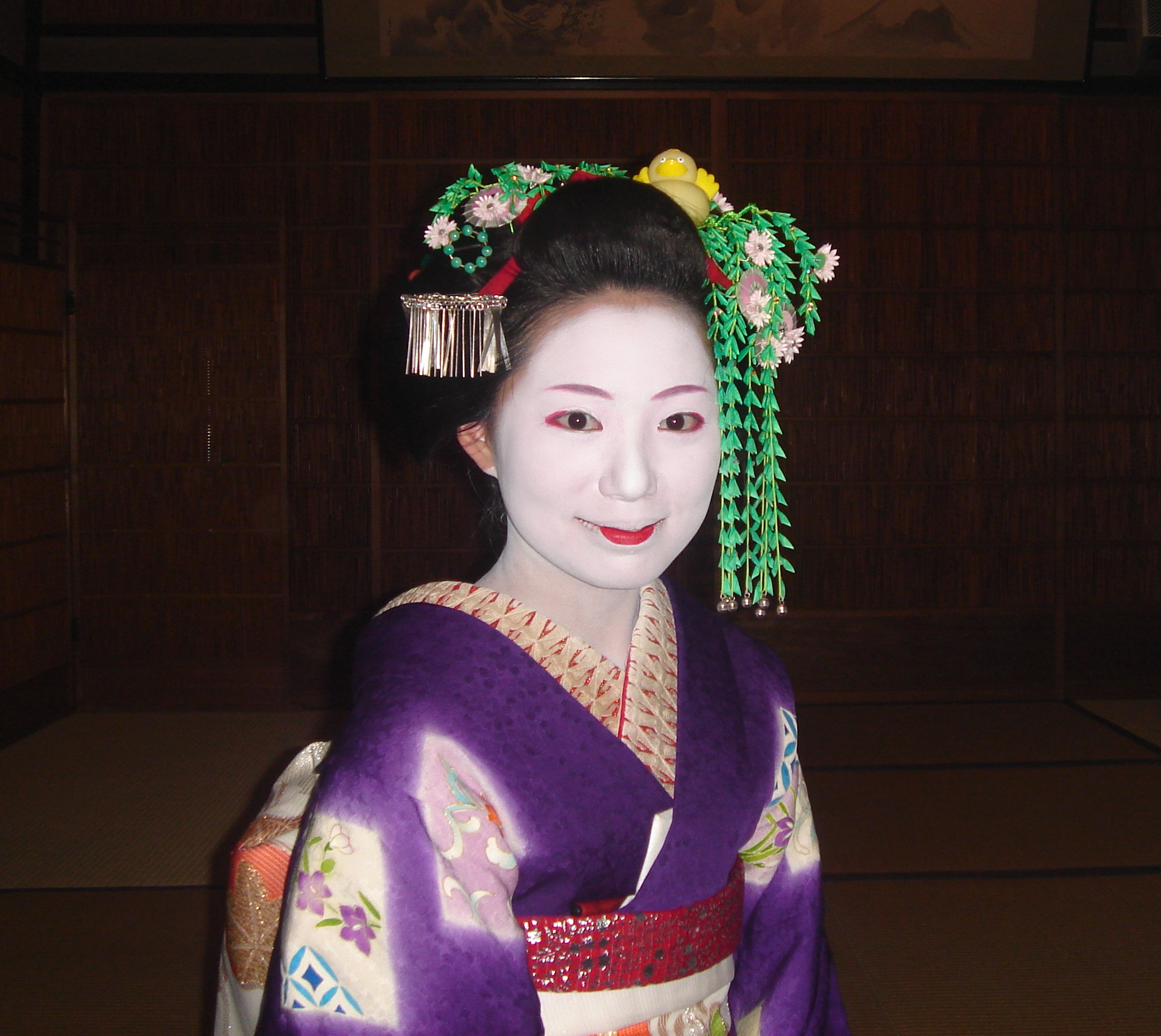
Майко в районі Гіон у Кіото, Японія, у повному макіяжі.

В Японії гейші використовували помаду з подрібнених пелюсток сафлору, щоб намалювати брови, краєчки очей, а також губи, а палички воску бінцуке, більш м'яку версію воску для волосся борців сумо, мали за основу для макіяжу. Рисовою пудрою фарбували обличчя та спину, рум'янами окреслювали очні ямки та ніс. [ ненадійне джерело? ] Охагуро (чорною фарбою) фарбували зуби для церемонії, яка називається Ерікае, коли майко (учениця гейші) закінчує навчання та стає незалежною. Гейші також іноді використовували пташиний послід для створення світлішого кольору. Розвиток сучасної японської косметичної промисловості має відлік від Реставрації Мейдзі в 1868 році. На ринках догляду за шкірою почали з’являтися нові продукти зі знаходженням нових інгредієнтів і технологій.

## Європа

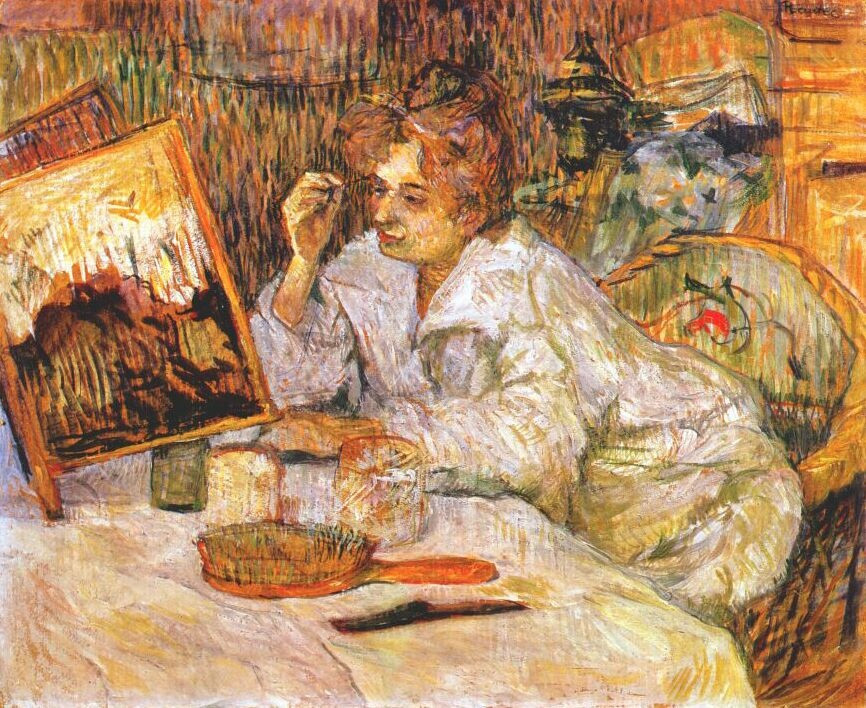
Картина Анрі де Тулуз-Лотрека (1889) «Жінка за туалетом».

До культур, які використовували косметику, належать стародавні греки   та римляни. У Римській імперії це було поширеним серед повій і багатих жінок. Деякі римські письменники іноді нарікали на такі чепуріння, вважаючи, що це суперечить castitas, яких вимагали традиційні римські цінності; а пізніше християнські письменники висловлювали подібні думки в дещо іншому контексті. Пліній Старший згадував про косметику у своїй «Природничій історії», а Овідій написав книгу на цю тему.
Бліді обличчя були трендом європейського середньовіччя. У 16 столітті жінки пускали собі кров, щоб досягти блідості. Італійські жінки 13 століття носили червону помаду, щоб показати належність до вищого класу. 
Косметикою продовжували користуватися і в наступні століття, хоча ставлення до неї змінювалося з часом, і це навіть відкрито не схвалювалося в багатьох моментах західної історії. У 19 столітті королева Вікторія публічно оголосила макіяж непристойним, вульгарним і прийнятним лише для акторів , а багато відомих акторок того часу, зокрема Сара Бернхардт і Ліллі Ленгтрі, використовували макіяж.
Модні ідеали 19-го століття, коли жінки виглядали тендітними, жіночними та блідими, досягалися за допомогою макіяжу: деякі непомітно наносили рум’яна на щоки й краплі беладони, щоб розширити очі й зробити на вигляд більшими. Хоча багато жінок користувалися косметикою обережно, макіяж у західних культурах того часу загалом не схвалювався, а в 1870-х роках соціальний етикет став жорсткішим. Учителям і священнослужителям було особливо заборонене використання косметичних засобів.

## Латинська Америка
Стандарти краси відрізнялися в різних племенах. Косметика здебільшого описувала соціальний клас людини. Ці племена традиційно наносили косметику не лише на обличчя, а й на тіло. У Колумбії косметичні продукти для обличчя містили олію або нафту, а для тіла - вермільйон. У Нікарагуа руки розмальовували сумішшю, що складалась із вовни та крові людини. Нафта використовувалася для тіла, за винятком грудей, щоб запобігти втручанню в розвиток дитини. 
Майя розглядали червоний колір для позначення соціального класу, а також для похоронних процесів. Пігмент виготовляли із ртуті, свинцю та миш'яку. Іншими джерелами для отримання червоного кольору були тварини та рослини. Вони допомогли створити більшу різноманітність червоних з різними тонами, інтенсивністю та блиском. Різні відтінки червоного визначали соціальний статус людини, адже він уособлював розкіш. Іншими кольорами в суспільстві майя були синій і зелений, виготовлені з індигофери, малахіту, азуриту, весзеліту та мінералів, що містять мідь. Подібно до червоного, ці кольори також використовувалися на похоронах і символізували королівську владу. Помаранчевий і жовтий демонстрували престиж та виготовлялися з гематиту, гетиту і лімоніту.
Майя вважали тіло своїм портретом, прикрашаючи його зображеннями рослин, тварин і людей. Інші візерунки були геометричними.
Культура Чінчорро на півночі Чилі дотримувалася того ж принципу, що й майя, щодо значення червоного кольору, оскільки його знаходили в муміях. 

## Сучасність

### 19-те століття
Наприкінці 1800-х років західна косметична промисловість почала розвиватися завдяки підвищенню «візуальної самосвідомості», зміні в сприйнятті кольорової косметики та покращенню безпеки продукції.  До 19 століття обмеження в технологіях освітлення й доступу до світловідбивних пристроїв позбавляли можливості регулярно бачити себе. Це обмежувало потребу в косметичному ринку та призвело до того, що люди створювали та використовували власні продукти вдома. Кілька технологічних досягнень у другій половині століття, зокрема поява дзеркал, комерційної фотографії, маркетингу та електрики вдома і в громадських місцях, підвищили рівень усвідомлення власної зовнішності та створили попит на продукцію, яка покращує імідж. 
Виявилося, що пудра для обличчя, рум’яна, помада та подібні продукти, виготовлені в домашніх умовах, містять токсичні складники, що відлякувало споживачів від їх використання. Відкриття нетоксичних косметичних інгредієнтів, наприклад, застосування Генрі Тетлоу оксиду цинку як пудри для обличчя в 1866 році, а також розповсюдження косметичних продуктів відомими компаніями (Rimmel, Guerlain і Hudnut), допомогли популяризувати косметику серед широкої аудиторії.  Реклама брендів холодних кремів, таких як Pond's, через рекламні щити, журнали й газети створила високий попит. Ці стилі реклами та маркетингу косметики незабаром були відтворені в європейських країнах, що ще більше підвищило популярність продукції в Європі. 

### 20-те століття

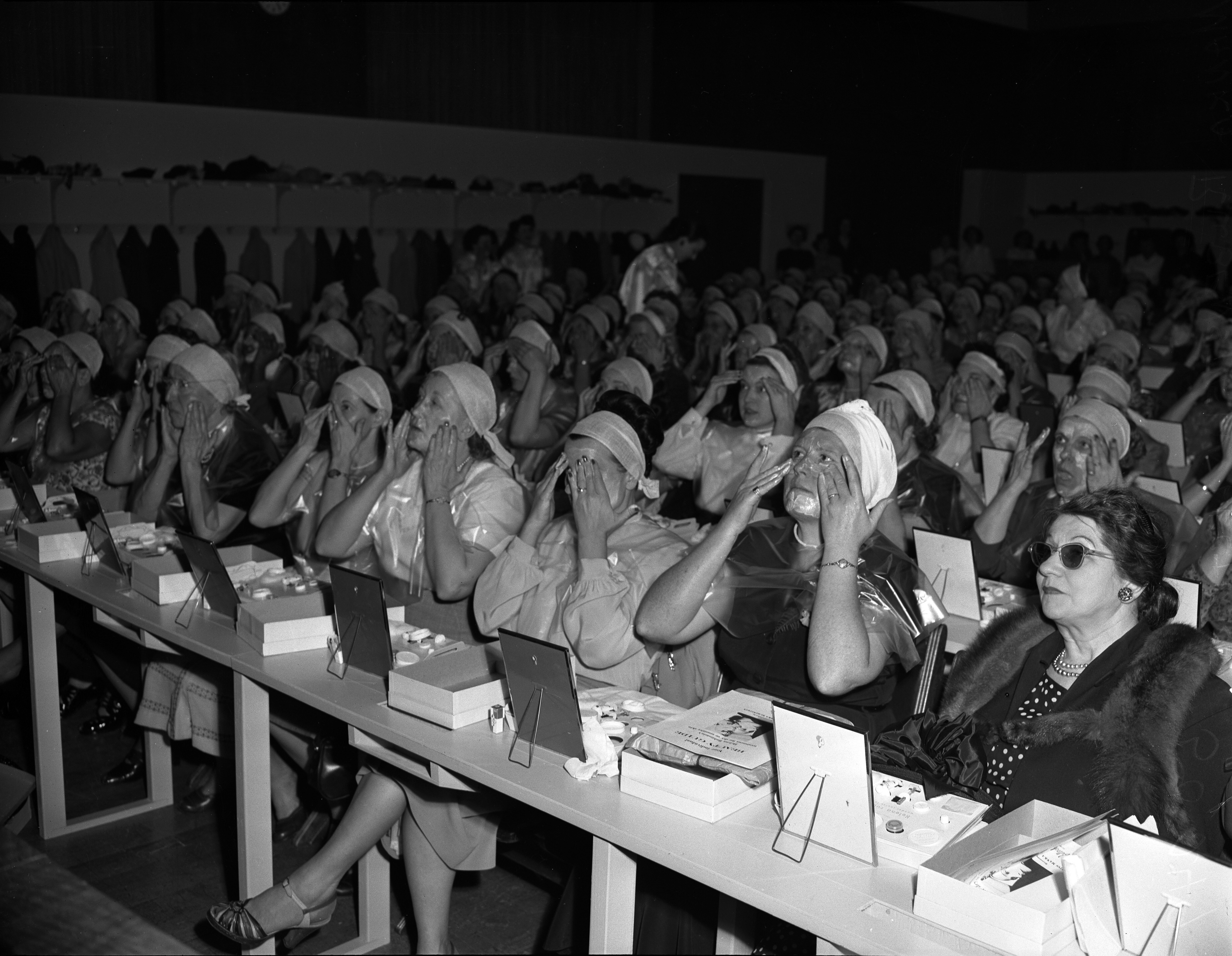
Аудиторія наносить макіяж на лекції косметолога в Лос-Анджелесі, 1950.

На початку 1900-х років макіяж не був надто популярним та вважався територією повій, кабаре та чорно-білого екрану.  Емалювання обличчя (нанесення фарби) стало популярним серед багатіїв у цей час у спробі виглядати блідіше. Ця практика була небезпечною через те, що основним інгредієнтом часто був миш'як.  Бліда шкіра асоціювалася з багатством, оскільки означала, що людина не працює на сонці й може дозволити собі залишатися вдома цілий день. Косметика була настільки непопулярною, що її не можна було купити в універмагах, лише в магазинах театральних костюмів. Жіноча «макіяжна рутина» часто передбачала лише використання пап’є-пудре, промокального аркуша, щоб відбілити ніс взимку та надати блиску щокам влітку. Рум'яна вважалися провокаційними, тому їх бачили лише на «жінках ночі». Деякі жінки фарбували вії спаленими сірниками, а губи — пелюстками герані та маку .  Вазелін став дуже популярним, бо його використовували на потрісканих губах, як основу для тоніка для волосся та мила.  Туалетні води з'явилися на початку 1900-х років, але жінкам дозволялася лише лавандова вода або вишуканий одеколон.   Дезодорант був винайдений у 1888 році невідомим із Філадельфії та був зареєстрований торговою маркою «Mum». Роликовий дезодорант був випущений у 1952 році, аерозольний - в 1965 році.
Близько 1910 року макіяж став модним у США та Європі через вплив зірок балету та театру, як Матільда Кшесінська та Сара Бернхардт. Книга краси "Daily Mirror" показала, що косметика тепер прийнятна для освічених класів. У 1915 році законодавча влада Канзасу запропонувала визнати проступком для жінок віком до сорока чотирьох років нанесення косметики «з метою створення хибного враження».  Daily Mirror була одною з перших, хто запропонував використовувати підводку, щоб подовжити очі, і щипці для завивки вій, щоб підкреслити їх. У книзі про красу також представлено засіб для затемнення брів, створений із гуміарабіку, індійського чорнила та рожевої води.  Джордж Берчетт розробив косметичне татуювання в цей період. У 1909 році Макс Фактор відкрив студію професійного макіяжу для акторів сцени та кіно в Лос-Анджелесі.  Незважаючи на те, що його магазин був призначений для акторів, звичайні жінки приходили купувати театральні тіні та олівці для брів для домашнього використання.
У 1920-х роках кіноіндустрія Голлівуду мала найбільший вплив на косметику. Багато сучасних виробників були засновані в 1920-х і 1930-х роках. Губні помади були одними з найпопулярніших засобів того часу, оскільки були яскравими та дешевими. У 1915 році Моріс Леві винайшов металевий контейнер для губної помади, що дало дозвіл на її масове виробництво.  Олівець для брів став надзвичайно популярним у 1920-х роках, частково тому, що був технологічно кращим, ніж раніше, завдяки новому інгредієнту - гідрогенізованій бавовняній олії. Перші комерційні туші, такі як Maybelline, були просто пресованими коржами, що містили мило та пігменти. Жінка занурювала крихітну щіточку в гарячу воду, терла її об "туш", видаляла надлишки, прокочуючи пензлик промокальним папером або губкою, а потім фарбувала вії.  Ежен Шуллер, засновник L'Oréal, винайшов сучасну синтетичну фарбу для волосся в 1907 році, а також сонцезахисний крем у 1936 році.  Перший патент на лак для нігтів був виданий у 1919 році. Його колір був дуже блідо-рожевим. 
Після того, як Шанель запровадила засоби для засмаги, було випущено десятки нових засобів, які допомагали чоловікам і жінкам досягти «поцілованого сонцем» вигляду. В Азії відбілювання шкіри продовжувало бути ідеалом краси, що збереглося донині.
Після Першої світової війни стався бум косметичної хірургії. Протягом 1920-х і 1930-х років конфігурація обличчя та соціальна ідентичність домінували у світі пластичних хірургів. Підтяжку обличчя почали робити ще в 1920 році, але лише в 1960-х роках косметичну хірургію почали використовувати для уникнення ознак старіння.  Протягом двадцятого століття косметична хірургія в основному оберталася навколо жінок. Чоловіки були задіяні, якщо їх спотворила війна. Силіконові імплантати з'явилися в 1962 році. У 1980-х роках Американське товариство пластичних хірургів докладало зусиль для підвищення обізнаності громадськості про пластичну хірургію, а в 1982 році Верховний суд Сполучених Штатів надав лікарям законне право рекламувати свої процедури.  Американське товариство естетичної пластичної хірургії повідомило, що в 1998 році понад два мільйони американців вирішили пройти хірургічні та нехірургічні косметичні процедури, а ліпосакція стала найпопулярнішою. Збільшення грудей отримало друге місце, а третє, четверте та п’яте – операції на очах, підтяжка обличчя та хімічний пілінг. 
У 1970-х роках щонайменше п'ять компаній почали виготовляти косметику для афроамериканок. До цього часу відтінки макіяжу для чорношкірих жінок були обмежені. Макіяж і губна помада не пасували до темного типу шкіри, оскільки були створені для блідолицих. Ці косметичні засоби тільки робили темну шкіру сірою. Візажисти, зокрема Реджі Уеллс, які спеціалізувалися на темношкірих жінках-знаменитостях, таких як Опра Вінфрі, розробили власні відтінки.  Згодом косметичні компанії створили продукцію для більш насичених тонів шкіри, наприклад, тональні основи та пудри, які виглядали природно. Такі популярні компанії, як Astarté, Afram, Libra, Flori Roberts і Fashion Fair, встановлювали помірні ціни на косметику, щоб охопити маси. 
Крім цього, чорношкірі жінки приєдналися до споживчого ринку для догляду за волоссям, отримавши більше можливостей для його випрямлення. У 1954 році Джордж Е. Джонсон заснував Johnson Product Company і представив безпечну систему догляду за випрямленим волоссям, яку можна було придбати в магазині та робити вдома. У 1960-1970-ті роки афро стало популярною зачіскою, символом природності, піднявшись разом із рухом «Чорне – це красиво», а також із чорним націоналізмом. Johnson Product Company створила різні засоби для догляду за волоссям, щоб підтримувати афро-образ.
У роки Другої світової війни косметика була в дефіциті.  Нафта та алкоголь, основні інгредієнти багатьох засобів, були перенаправлені на військові потреби. За іронією долі, у той час, коли вони були обмежені, помада, пудра та крем для обличчя були найбільш бажаними, і найбільше експериментів проводилося саме в післявоєнний період. Розробники косметики зрозуміли, що війна призведе до феноменального буму, тому почали готуватися. Yardley, Elizabeth Arden, Helena Rubinstein і французька виробнича компанія почали асоціюватися з «якістю» після війни, оскільки були найстарішими. Gala cosmetics одними з перших дали своїм продуктам фантазійні назви, наприклад, помади «червоний ліхтар» і «морський корал». 
Протягом 1960-х і 1970-х років багато жінок західного світу під впливом фемінізму вирішили відмовитися від косметики. У 1968 році під час феміністичного протесту проти «Міс Америка» протестувальники символічно викинули кілька жіночих товарів у «смітник свободи». Учасники називали засоби «знаряддями жіночих тортур» , а також вважали їх використання за примусову жіночність.
Основним косметичним засобом 1970-х років були тіні для повік. Жінки також цікавилися новими кольорами помади, зокрема бузковим, зеленим і сріблястим.  Ці помади часто змішували з блідо-рожевими та білими, щоб створювати індивідуальні відтінки. Рум'яна з'явилися на ринку в цьому десятилітті, і Revlon (косметична компанія) широко розрекламувала їх.  Цей продукт наносили на лоб, нижню частину щік і підборіддя. Стало популярним контурування та підсвічування обличчя білими тінями. Уся косметична індустрія загалом відкрила можливості для жінок у бізнесі як підприємців, винахідників, виробників, дистриб’юторів і промоутерів. 

### 21-ше століття
Хоча сучасний макіяж традиційно використовується переважно жінками, поступово все більше чоловіків роблять це. Чоловіки, які слідкують за своєю зовнішністю, часто користуються консилером. Косметичні бренди випускають продукцію для цієї статі.  Однак із цього приводу існують певні суперечки, оскільки багато хто вважає, що чоловіки, які наносять макіяж, нехтують традиційними гендерними ролями. Інші сприймають це за ознаку зростання гендерної рівності та переконані, що чоловіки також мають право підкреслювати риси обличчя за допомогою косметики, якщо це роблять жінки.

#### Чоловічий макіяж
У 1970-х роках чоловіки-музиканти почали використовувати макіяж на сцені. Серед них були відомі рок-зірки, як Девід Боуї, Еліс Купер і Kiss. Ккосметика дозволяла їм створити альтер-его та була частиною візуальної розваги їхніх шоу. Наразі популярність TikTok спричинила зростання попиту на чоловічу косметику. Деякі чоловіки використовують лак для нігтів та макіяж, щоб виразити свою особистість в Інтернеті.

## Зовнішні посилання
- Forsling, Yvonne. Regency Cosmetics and Make-Up: Looking Your Best in 1811. Regency England 1790-1830.
- Naked face project: Women try no-makeup experiment. USA Today. 28 березня 2012. Архів оригіналу за 30 березня 2012. Процитовано 7 квітня 2012.
- Forsling, Yvonne. Regency Cosmetics and Make-Up: Looking Your Best in 1811. Regency England 1790-1830.

Шаблон:Prehistoric technologyШаблон:History of chemistry